# Colchicum burttii
Colchicum burttii là một loài thực vật có hoa trong họ Colchicaceae. Loài này được Meikle miêu tả khoa học đầu tiên năm 1977.